# (200236) 1999 VW30
(200236) 1999 VW30 es un asteroide perteneciente al cinturón de asteroides, descubierto el 3 de noviembre de 1999 por el equipo del Lincoln Near-Earth Asteroid Research desde el Laboratorio Lincoln, Socorro, Nuevo México.

## Designación y nombre
Designado provisionalmente como 1999 VW30.

## Características orbitales
1999 VW30 está situado a una distancia media del Sol de 2,672 ua, pudiendo alejarse hasta 3,200 ua y acercarse hasta 2,145 ua. Su excentricidad es 0,197 y la inclinación orbital 5,233 grados. Emplea 1596,09 días en completar una órbita alrededor del Sol.

## Características físicas
La magnitud absoluta de 1999 VW30 es 16.